# Krummenacker
Krummenacker ist ein Stadtteil von Esslingen am Neckar im Nordwesten der Stadt.
Die benachbarten Stadtteile sind Rüdern, Sulzgries, Serach und Obertal.
Krummenacker wurde bereits 1229 erstmals urkundlich erwähnt. Der Weiler aus der Stauferzeit erhielt spätestens 1399 das Esslinger Bürgerrecht. Die Bevölkerung auf der Halbhöhenlage lebte hauptsächlich vom Weinbau und einer kargen Landwirtschaft. 
Seit dem 20. Jahrhundert ist Krummenacker ein begehrtes Wohngebiet.

## Politik
Der Ansprechpartner für die Belange des Stadtteils für die Stadtverwaltung und den Gemeinderat von Esslingen ist der Bürgerausschuss RSKN (Rüdern, Sulzgries, Krummenacker, Neckarhalde). Auf der Stadtteilebene gestaltet der Bürgerausschuss das kommunale Leben mit. Er ist Mitglied der Arbeitsgemeinschaft der Bürgerausschüsse, diese besteht zum Erfahrungsaustausch und zur Koordination der einzelnen Bürgerausschüsse der Stadt.
Grundlage für die Arbeitsweise und den Aufbau des Bürgerausschusses und der Arbeitsgemeinschaft ist der von der Arbeitsgemeinschaft am 21. Februar 1991 beschlossene Status. 
Als Grundlage für die Zusammenarbeit zwischen dem Bürgerausschuss, dem Gemeinderat und der Verwaltung wurde eine Vereinbarung getroffen. Diese wurde von der Arbeitsgemeinschaft am 17. Juli 1990 gebilligt und vom Gemeinderat am 10. Dezember 1990 genehmigt. Im Juni 2000 wurde sowohl der Status als auch die Vereinbarung redaktionell überarbeitet.
In der öffentlichen Bürgerversammlung, die die Stadt Esslingen am 21. März 2019 im Bürgerhaus RSKN in Rüdern durchführte, wurde der Bürgerausschuss Rüdern, Sulzgries, Krummenacker, Neckarhalde  für 3 Jahre gewählt.

## Bürgerhaus RSKN
Das Bürgerhaus RSKN, Sulzgrieser Str. 170 wurde am 28. November 2009 feierlich eröffnet. Es befindet sich an den Grenzen der drei Teilorte Rüdern, Sulzgries und Krummenacker. Das Bürgerhaus soll ein gemeinsames Dach für Gruppen und Vereine sein. Es wurde aus dem Vermögen des Stifters Richard Clauß gekauft und umgebaut. Am 16. Juli 2007 erlangte die Stiftung Bürgerhaus in RSKN ihre Rechtsfähigkeit. Im Erdgeschoss befindet sich ein Getränkehändler.